# سانتو دومینگو (انتیوکیا)
سانتو دومینگو (انگلیسی: Santo Domingo, Antioquia) نام شهری در کشور کلمبیا است.